# Crocidura dhofarensis
Crocidura dhofarensis је сисар из реда Soricomorpha и фамилије Soricidae.

## Угроженост
Подаци о распрострањености ове врсте су недовољни.

## Распрострањење
Ареал врсте је ограничен на једну државу. 
Оман је једино познато природно станиште врсте.